# Sebsebe Demissew
Sebsebe Demissew, né le 14 juin 1953, est un botaniste éthiopien.

## Biographie
Il a fait des études de botanique à l'université d'Addis-Abeba, puis à l'université d'Uppsala où il soutient sa thèse de doctorat en 1985 (sur le genre Maytenus).
Il est l'auteur de nombreux travaux sur la flore africaine et en particulier éthiopienne, et a notamment été l'un des principaux contributeurs de la Flore d'Éthiopie et d'Érythrée de 1996 à 2009.
Il reçoit la médaille internationale de Kew Gardens, décernée par l'administration des Jardins botaniques royaux de Kew) en 2016 et est élu membre étranger de la Royal Society en 2018.